# Eriocaulon paradoxum
Eriocaulon paradoxum är en gräsväxtart som beskrevs av Harold Norman Moldenke. Eriocaulon paradoxum ingår i släktet Eriocaulon och familjen Eriocaulaceae. Inga underarter finns listade i Catalogue of Life.